# Parkowa Góra
Góra Parkowa (niem. Holzberg) – masyw w Górach Opawskich (cz. Zlatohorská vrchovina), w Sudetach Wschodnich, w rejonie Głuchołaz. Bardziej jest znana pod nazwą Góra Chrobrego. Na masywie, nad Wiszącymi Skałami, znajduje się zabytkowa kapliczka św. Anny z 1908 r. Do masywu Góry Parkowej zalicza się szczyty górskie: Przednią Kopę (Vorder-Koppe, 467 m n.p.m.), Średnią Kopę (Mittel-Koppe, 543 m n.p.m.) i Tylną Kopę (Hinter-Koppe, 527 m n.p.m.). Wzdłuż drogi na szczyt Przedniej Kopy znajdują się kamienne kapliczki drogi krzyżowej.
Na szczycie Przedniej Kopy znajduje się wieża widokowa z 1898 r., pierwotnie o wysokości 16,5 m, w 1927 r. podwyższona do 22 m i otoczona w przyziemiu budynkiem schroniska, które spłonęło w 1996 r.
Prawie cały obszar masywu jest porośnięty lasem świerkowym. Pozostałości dawnego lasu bukowego można zobaczyć na północnych stokach, schodzących do doliny Białej Głuchołaskiej, chronionego w obrębie rezerwatu przyrody Las Bukowy.